# Benedikt Hugi (Stadtschreiber)
Benedikt Hugi (* getauft am 10. Dezember 1593 in Solothurn; † 25. Juli 1639 ebenda; heimatberechtigt ebenda) war ein Solothurner Stadtschreiber und Offizier.

## Leben und Wirken
Benedikt Hugi wurde 1593 in Solothurn geboren und heiratete Elisabeth Wallier. Sein Vater war der Hauptmann Konrad Hugi.
Hugi studierte von 1610 bis 1614 in Paris und Tournon. Er wurde 1623 Solothurner Grossrat, 1625 Jungrat und übernahm verschiedene diplomatische Aufträge. Hugi erhielt 1632 ein Privileg für ein Seidengewerbe. Da es ihm aber nicht gestattet war Seidenspinner aus reformierten Orten anzustellen, blieb der geschäftliche Erfolg aus. Von 1635 bis 1636 diente er als Hauptmann im Regiment Mollondin. Zuletzt wurde er 1638 Stadtschreiber. Sein Nachfolger, der Chronist Franz Haffner, rühmte Hugis «grosse Belesenheit und Eloquenz».

## Belege
1. 1 2  Erich Meyer: Benedikt Hugi. In: Historisches Lexikon der Schweiz.  16. Januar 2008.

| Personendaten    | Personendaten                           |
| ---------------- | --------------------------------------- |
| NAME             | Hugi, Benedikt                          |
| KURZBESCHREIBUNG | Solothurner Stadtschreiber und Offizier |
| GEBURTSDATUM     | 10. Dezember 1593                       |
| GEBURTSORT       | Solothurn, Schweiz                      |
| STERBEDATUM      | 25. Juli 1639                           |
| STERBEORT        | Solothurn, Schweiz                      |